# Mimerastria
Mimerastria is een geslacht van vlinders van de familie visstaartjes (Nolidae), uit de onderfamilie Nolinae.

## Soorten
- M. mandschuriana Oberthür, 1881